# Petstrana bipiramida
| Petstrana bipiramida  | Petstrana bipiramida                                |
| --------------------- | --------------------------------------------------- |
|                       |                                                     |
| Vrsta                 | bipiramida Johnsonovo telo J12-J13-J14              |
| Stranske ploskve      | 10 trikotnikov                                      |
| Robovi                | 15                                                  |
| Oglišča               | 7                                                   |
| Dualni polieder       | petstrana prizma                                    |
| Simetrijska grupa     | D5h, [5,2], (*255), red 20                          |
| Vrtilna grupa         | D5, [5,2]+, (225), red 10                           |
| Konfiguracija oglišča | V4.4.5                                              |
| Lastnosti             | konveksna, tranzitivne stranske ploskve (deltaeder) |

Petstrana bipiramida (tudi petstrana dipiramida in petstrana dvojna piramida) je tretja v neskončni množici  bipiramid z tranzitivnimi stranskimi ploskvami. Vsaka bipiramida je dual uniformne prizme. 
Kadar so stranske ploskve  enakostranični trikotniki je to deltaeder in Johnsonovo telo (J13). Lahko ga obravnavamo kot dve petstrani piramidi (J2) povezani z osnovnima ploskvama. 
Čeprav ima tranzitivne stranske ploskve, je ne prištevamo med platonska telesa, ker imajo nekatera oglišča štiri  stranske ploskve, ki se srečajo. Ostala telesa imajo pet stranskih ploskev.
Petstrana bipiramida je 4-povezana, kar pomeni, da po odstranitvi štirih oglišč razdruži tudi ostala oglišča. Je ena izmed 4-povezanih simplicialnih dobro pokritih poliedrov, kar pomeni, da imajo vse maksimalno neodvisne množice oglišča z enako velikostjo.  Ostali trije poliedri s to lastnostjo so še pravilni oktaeder, prirezani disfenoid in nepravilni polieder z 12 oglišči in 20 trikotnimi stranskimi ploskvami 

## Dualni polieder
Dual Johnsonovega telesa je petstrana prizma, ki ima 7 stranskih ploskev od tega je 5 pravokotnih in 2 petkotnika.
| Dualna petstrana bipiramida | Mreža telesa duala |
| --------------------------- | ------------------ |
|                             |                    |